# Matzendorf
Matzendorf é uma comuna da Suíça, situada no distrito de Thal, no cantão de Soleura. Tem 11,29 km² de área e sua população em 2018 foi estimada em 1.332 habitantes.